# Maxime Lamothe
Maxime Lamothe (Francia, 3 de octubre de 1998) es un jugador profesional francés de rugby que se desempeña en la posición de hooker en Union Bordeaux Bègles, equipo perteneciente a la liga Top 14.

## Carrera
Lamothe es un jugador de formación francesa (JIFF). Comenzó su carrera deportiva con el equipo Union Bordeaux Bègles, en el cual jugó seis temporadas (2013-2019), después pasó a Aviron Bayonnais (2019-2020), luego regresó a Union Bordeaux-Bègles, donde lleva jugando cuatro temporadas.